# Base64
A Base64 kódolás 64 karakterből álló ábécén alapuló tartalomkódolási forma, melynek segítségével bináris, illetve speciális karaktereket tartalmazó adatokból ASCII karaktersorozat állítható elő. Az ily módon kódolt adatok akár a karaktereket 7 biten ábrázoló rendszereken is könnyen átvihetők.

## Működése

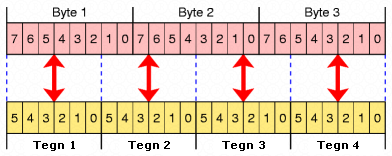
Base64-da

A base64 kódolás során a kódolandó adathalmazt először 3 bájtból álló egységekre bontjuk, majd ezt az egységet bináris formára (24 bitre) alakítjuk. A 24 bitet ezután 6 bites darabkákra kell felszabdalni, majd az így kapott, 6 biten ábrázolt számokat indexként használva kell kikeresni a kódtáblából a kódolt karaktert. Látható, hogy a kódolás révén minden három kódolatlan karakter négy kódolttá alakul. (Megjegyzés: nem szükséges, hogy a bemenet (bájtokban mért) hossza hárommal osztható legyen; ha az input hossza n, akkor az output hossza egészrész((4n+2)/3), amit rendszerint egyenlőségjelekkel egészítünk ki néggyel osztható hosszúságra.
Az egyes bithatosokat reprezentáló karakterek (64 db) az alábbiak: ABCDEFGHIJKLMNOPQRSTUVWXYZabcdefghijklmnopqrstuvwxyz0123456789+/
A kódolt szövegben előfordulhat még:
- egyenlőségjel ('='), amellyel a kódolt szöveget szokás néggyel osztható hosszúságúra kiegészíteni
- kocsi-vissza, a visszafejtésnél figyelmen kívül kell hagyni
- soremelés, a visszafejtésnél figyelmen kívül kell hagyni

## Elgondolás
A 64 karaktert úgy választották ki, hogy azok megtalálhatóak a legtöbb alap kódolási formában, valamint nyomtathatóak. Így vélhetően mindent rendszeren hiba nélkül tovább küldhető, például e-mailben, ami nem tradicionális 8 bites alapot használ.

## A Base64 kódtábla
Ez az RFC 4648 §4-ben meghatározott Base64 ábécé.
| Érték   | Bináris | Karakter |    | Érték  | Bináris | Karakter |        | Érték | Bináris | Karakter |   | Érték | Bináris | Karakter |
| 0       | 000000  | A        | 16 | 010000 | Q       | 32       | 100000 | g     | 48      | 110000   | w |       |         |          |
| 1       | 000001  | B        | 17 | 010001 | R       | 33       | 100001 | h     | 49      | 110001   | x |       |         |          |
| 2       | 000010  | C        | 18 | 010010 | S       | 34       | 100010 | i     | 50      | 110010   | y |       |         |          |
| 3       | 000011  | D        | 19 | 010011 | T       | 35       | 100011 | j     | 51      | 110011   | z |       |         |          |
| 4       | 000100  | E        | 20 | 010100 | U       | 36       | 100100 | k     | 52      | 110100   | 0 |       |         |          |
| 5       | 000101  | F        | 21 | 010101 | V       | 37       | 100101 | l     | 53      | 110101   | 1 |       |         |          |
| 6       | 000110  | G        | 22 | 010110 | W       | 38       | 100110 | m     | 54      | 110110   | 2 |       |         |          |
| 7       | 000111  | H        | 23 | 010111 | X       | 39       | 100111 | n     | 55      | 110111   | 3 |       |         |          |
| 8       | 001000  | I        | 24 | 011000 | Y       | 40       | 101000 | o     | 56      | 111000   | 4 |       |         |          |
| 9       | 001001  | J        | 25 | 011001 | Z       | 41       | 101001 | p     | 57      | 111001   | 5 |       |         |          |
| 10      | 001010  | K        | 26 | 011010 | a       | 42       | 101010 | q     | 58      | 111010   | 6 |       |         |          |
| 11      | 001011  | L        | 27 | 011011 | b       | 43       | 101011 | r     | 59      | 111011   | 7 |       |         |          |
| 12      | 001100  | M        | 28 | 011100 | c       | 44       | 101100 | s     | 60      | 111100   | 8 |       |         |          |
| 13      | 001101  | N        | 29 | 011101 | d       | 45       | 101101 | t     | 61      | 111101   | 9 |       |         |          |
| 14      | 001110  | O        | 30 | 011110 | e       | 46       | 101110 | u     | 62      | 111110   | + |       |         |          |
| 15      | 001111  | P        | 31 | 011111 | f       | 47       | 101111 | v     | 63      | 111111   | / |       |         |          |
| padding | padding | =        |    |        |         |          |        |       |         |          |   |       |         |          |

## Példák

### Az angolManszó kódolása
| Szöveg          | M  | M  | M  | M  | M  | M  | M  | M  | a  | a  | a  | a  | a  | a  | a  | a  | n   | n   | n   | n   | n   | n   | n   | n   |
| ASCII kód       | 77 | 77 | 77 | 77 | 77 | 77 | 77 | 77 | 97 | 97 | 97 | 97 | 97 | 97 | 97 | 97 | 110 | 110 | 110 | 110 | 110 | 110 | 110 | 110 |
| Bitminta        | 0  | 1  | 0  | 0  | 1  | 1  | 0  | 1  | 0  | 1  | 1  | 0  | 0  | 0  | 0  | 1  | 0   | 1   | 1   | 0   | 1   | 1   | 1   | 0   |
| Kódtábla indexe | 19 | 19 | 19 | 19 | 19 | 19 | 22 | 22 | 22 | 22 | 22 | 22 | 5  | 5  | 5  | 5  | 5   | 5   | 46  | 46  | 46  | 46  | 46  | 46  |
| Base64-kódolt   | T  | T  | T  | T  | T  | T  | W  | W  | W  | W  | W  | W  | F  | F  | F  | F  | F   | F   | u   | u   | u   | u   | u   | u   |

### Ma szó kódolása
| Eredeti bemenet | Szöveg          | M         | M         | M         | M         | M         | M         | M         | M         | a         | a         | a         | a         | a         | a         | a         | a         |           |           |           |           |           |           |           |           |
| Eredeti bemenet | ASCII kód       | 77 (0x4d) | 77 (0x4d) | 77 (0x4d) | 77 (0x4d) | 77 (0x4d) | 77 (0x4d) | 77 (0x4d) | 77 (0x4d) | 97 (0x61) | 97 (0x61) | 97 (0x61) | 97 (0x61) | 97 (0x61) | 97 (0x61) | 97 (0x61) | 97 (0x61) |           |           |           |           |           |           |           |           |
| Bitminta        | Bitminta        | 0         | 1         | 0         | 0         | 1         | 1         | 0         | 1         | 0         | 1         | 1         | 0         | 0         | 0         | 0         | 1         | 0         | 0         |           |           |           |           |           |           |
| Base64-kódolt   | Kódtábla indexe | 19        | 19        | 19        | 19        | 19        | 19        | 22        | 22        | 22        | 22        | 22        | 22        | 4         | 4         | 4         | 4         | 4         | 4         | Padding   | Padding   | Padding   | Padding   | Padding   | Padding   |
| Base64-kódolt   | Karakterek      | T         | T         | T         | T         | T         | T         | W         | W         | W         | W         | W         | W         | E         | E         | E         | E         | E         | E         | =         | =         | =         | =         | =         | =         |
| Base64-kódolt   | Oktetek         | 84 (0x54) | 84 (0x54) | 84 (0x54) | 84 (0x54) | 84 (0x54) | 84 (0x54) | 87 (0x57) | 87 (0x57) | 87 (0x57) | 87 (0x57) | 87 (0x57) | 87 (0x57) | 69 (0x45) | 69 (0x45) | 69 (0x45) | 69 (0x45) | 69 (0x45) | 69 (0x45) | 61 (0x3D) | 61 (0x3D) | 61 (0x3D) | 61 (0x3D) | 61 (0x3D) | 61 (0x3D) |

### AzAbCdszó kódolása
Az AbCd szó karaktereinek ASCII kódjai (decimálisan): 65, 98, 67, 100. Ezek bináris formája: 01000001, 01100010, 01000011, 01100100. Az így kapott 32 bit hatos csoportokra bontva (kiegészítve nullákkal): 010000, 010110, 001001, 000011, 011001, 000000, melyek megadják a kódtáblabeli indexeket: 16, 22, 9, 3, 25, 0. Az egyes bithatosokhoz tartozó jelek a táblázat alapján: QWJDZA, kiegészítve néggyel osztható hosszra: QWJDZA==.

## Egy változat: Base64URL
Ez a változat az alábbiakban különbözik a Base64-tól:
1. a kódolás két utolsó karaktere nem + és /, hanem - és _
2. a kód végén nincsenek hosszkitöltő egyenlőségjelek
3. nincs sorokra tördelés